# Zillerplattenspitze
Zillerplattenspitze är en bergstopp i Österrike. Den ligger i distriktet Zell am See och förbundslandet Salzburg, i den centrala delen av landet. Toppen på Zillerplattenspitze är 3 148 meter över havet.
Zillerplattenspitze är den högsta punkten i närområdet. Närmaste samhälle är Mayrhofen, väster om Zillerplattenspitze.
Trakten runt Zillerplattenspitze består i huvudsak av kala bergstoppar och isformationer.